# عوديد عيران
عوديد عيران (بالعبرية: עודד ערן‏) 1941 - 7 سبتمبر 2023) كان دبلوماسيًا إسرائيليًا وباحثا في المعهد الإسرائيلي لدراسات الأمن القومي (INSS).
شغل عيران منصب الرئيس التنفيذي للمكتب الإسرائيلي للمؤتمر اليهودي العالمي، وعمل كمستشار للجنة الفرعية للجنة الشؤون الخارجية والدفاع في الكنيست. وحصل على درجة الدكتوراه من كلية لندن للاقتصاد.
ومن عام 1987 إلى عام 1990 عمل عيران ملحقًا في سفارة إسرائيل في واشنطن العاصمة. ومن عام 1997 إلى عام 2000 شغل عيران منصب سفير إسرائيل في الأردن ومن عام 1999 إلى عام 2000 كان رئيس فريق التفاوض مع الفلسطينيين. ومن عام 2002 إلى عام 2007 شغل منصب سفير إسرائيل لدى الاتحاد الأوروبي في بروكسل. ومن يوليو 2008 إلى نوفمبر 2011 شغل منصب رئيس المعهد الإسرائيلي لدراسات الأمن القومي INSS.
توفي عيران في 7 سبتمبر 2023 عن عمر يناهز 82 عامًا. ودفن في القدس.